# Патракеєвка
Патракеєвка (рос. Патракеевка) — присілок в Приморському районі Архангельської області Російської Федерації.
Населення становить 115 осіб. Входить до складу муніципального утворення Талазьке поселення.

## Історія
Від 2004 року входить до складу муніципального утворення Талазьке поселення.

## Населення
| 2002 | 2010 | 2012 |
| ---- | ---- | ---- |
| 132  | ↘93  | ↗115 |